# روان‌شناسی رنگ‌ها
روان‌شناسی رنگ (به انگلیسی: Color psychology) به معنای مطالعه رنگها به عنوان عامل تعیین‌کننده رفتار انسان است. رنگ بر روی برداشت‌هایی که واضح نیستند یا مبهم اند تأثیر می‌گذارد.
رنگها، دارای ویژگی‌هایی هستند که قادرند تا تأثیرات خاصی را بر روی انسان‌ها ایجاد کنند. رنگ‌ها همچنین می‌توانند باعث تقویت اثر بخشی تسکین دهنده باشند. برای مثال، قرص‌های قرمز یا نارنجی معمولاً به عنوان محرک استفاده می‌شوند.
البته چگونگی تأثیر رنگ بر روی افراد ممکن است بسته به سن، جنسیت و فرهنگ، آنها متفاوت باشد. به عنوان مثال، مردان تمایل دارند گزارش دهند که لباسهای قرمز یا امثال آن که رنگ‌های شاد و روشنی هستند، جذابیت زنانه را افزایش می‌دهد. با این‌حال که پیوندهای رنگی می‌توانند بین فرهنگ‌ها متفاوت باشند، اما ترجیح رنگ از نظر جنسیت و نژاد نسبتاً یکنواخت است.
روان‌شناسی رنگ، همچنین در بازاریابی و برندینگ بسیار مورد استفاده قرار می‌گیرد. بازاریابان، رنگ را به عنوان ماده‌ای مهم می‌دانند که می‌تواند بر احساسات و برداشت مشتری، از کالاها و خدمات و بسته‌بندی‌ها تأثیر بگذارد. لوگوها یا (آرم) برای شرکت‌ها از آنجایی که می‌توانند مشتری‌های بیشتری را به خود جلب کنند دارای اهمیت بسیاری هستند. بله، الان می‌توانید متوجه شوید که چنین اتفاقی می‌افتد که اشخاص معتقدند لوگوی شرکت‌ها با شخصیت، کالاها و خدمات آن شرکت مطابقت دارد، مانند رنگ صورتی که به شدت در مارک تجاری برند ویکتوریا سیکرت به کار رفته‌است.
در روانشناسی رنگ ها رنگ آبی نشان دهنده صلح و آرامش است و در قرآن هم نشان دهنده صداقت، حکمت، تفکر و اخلاص است.

## تأثیر رنگ بر ادراک ما
رنگ تأثیر زیادی در مواد غذایی دارد. این ترکیب پر از هیجان و گاهی پر از کنترل و تسلط روی روان، بر نحوه درک مردم از قابلیت خوردگی و طعم غذاها و نوشیدنی‌ها تأثیر می‌گذارد.
نه تنها رنگ غذا بلکه درون هرچیزی دارای قوه بینایی می‌تواند تأثیر گذارد و تغیر ایجاد کند. برای مثال، در فروشگاه‌های مواد غذایی، معمولاً نان در بسته‌بندی‌هایی تزئین شده یا آغشته به رنگ‌های طلایی یا قهوه‌ای به منظور ترویج و گسترش ذهنیت پخت خانگی و تازه بودن (در روان و ضمیر مشتریان) فروخته می‌شود. یا حتی جالب تر! مثلاً اگر یک نوشیدنی به رنگ سبز باشد، مردم می‌توانند نوشیدنی با طعم گیلاس را به دلیل داشتن رنگ سبز با لیمو اشتباه بگیرند. علاوه بر همهٔ اینها، طعم را می‌توان با یک رنگ تشدید کرد. برای مثال افراد می‌توانند M&M قهوه‌ای را به عنوان شکلات طعم‌دارتر از M&M سبز (بر اساس رنگ) ارزیابی کنند.

## آثار قرص‌های شبه دارو (دارو نما)
گزارش شده که رنگ قرص‌های دارونما عاملی برای اثربخشی آنها است، به همین دلیل قرص‌های «رنگ گرم» به عنوان محرک و قرص‌های «رنگ سرد» به عنوان آرام‌بخشی بهتر عمل می‌کنند. اعتقاد بر این است که این رابطه عواقب انتظارات بیمار بوده و تأثیر مستقیم رنگ آن نیست. در نتیجه، به نظر می‌رسد که این اثرات وابسته به فرهنگ هستند.

## رنگ و شخصیت
در روان‌شناسی، رنگ و رنگ‌ها از معیارهای سنجش شخصیت به‌شمار می‌آیند؛ چرا که هر یک از آن‌ها تأثیر خاص روحی و جسمی را در یک فرد باقی گذارده و می‌توان رنگ‌را نشانگر وضعیت روانی و جسمی وی در نظر گرفت. این موضوع با توجه به پیشرفت‌های دو دانش فیزیولوژی و روان‌شناسی به اثبات رسیده‌است. ناگفته پیداست که انسان از زمان بسیار دور تاکنون تحت نفوذ و تأثیر رنگ‌های پیرامون خود بوده و هست. و همچنین در صد سال اخیر که صنعت رنگ‌سازی به نقطه اوج تحول خود رسیده‌است، این تأثیر دو چندان شده و در همه ارکان زندگی روحی ما اثری از آن قابل مشاهده است.
پس از آزمایش معروف دوشارخ در زمینه شناخت شخصیت انسان از طریق لکه‌های رنگین جوهر، آزمایش لوشر جدیدترین نظریه‌ای است که در این باره ارائه گردیده‌است. بار علمی آزمایش مزبور علاوه بر استفاده در موارد روان‌کاوی و روان‌شناسی، در سیستم‌های استخدامی نیز به کار گرفته می‌شود.
دنیایی که ما ناظر آن هستیم، پوشیده از رنگ است. رنگ برای فرد عالم، همانند هنرمند حائز اهمیت است. رنگ‌ها نقش مهمی در زندگی عاطفی و معنوی ما بازی می‌کنند، ما به درخشش روزهای آفتابی و شادابی رنگ‌ها تمایل بیشتری داریم و از هوای ابری و خاکستری خسته می‌شویم.

## رنگ و نورهای رنگی
رنگ‌های اصلی عبارت است از قرمز، آبی، زرد و رنگ‌های نور اصلی عبارت است از قرمز، آبی، سبز؛ تفاوت بین رنگ و نور رنگی در سبز و زرد است.

### یک تجربه درخشان
در تاریکی دکمهٔ پروژکتور را پیدا می‌کنم، فشارش می‌دهم و لامپ پروژکتور روشن می‌شود: نور مستطیل شکل و سبز روی پرده ظاهر می‌گردد.
تا اینجا همه چیز عادی و قابل فهم است، یعنی من دستگاه نور سبز را به کار انداختم و روی پرده هم نور مستطیل شکل سبز رنگ ظاهر شد. پروژکتور دوم را هم روشن می‌کنم نور قرمز رنگی در کنار نور سبز ظاهر می‌شود. پروژکتور نور قرمز را جابه‌جا می‌کنم تا هر دو نور (سبز و قرمز) روی هم قرار بگیرند، نوری که از ترکیب این دو حاصل می‌شود، نور شفاف و درخشانی است به رنگ زرد. نور زرد، بله همین‌طور است، نور زرد. سومین پروژکتور را هم روشن می‌کنم و روی پرده، در کنار این رنگ زرد عجیب، مستطیل دیگری به رنگ آبی روشن می‌شود که بازتاب فیلتر آبی رنگی است که روی این پروژکتور تعبیه شده‌است. حالا مرحلهٔ پایانی را باید انجام بدهم، و آنهم با نتیجه‌ای که تقریباً باورکردنی است. نور آبی رنگ را طوری جابجا می‌کنم تا دقیقاً روی نور زرد قرار بگیرد. سرانجام با ترکیب کردن رنگ قرمز و سبز و آبی نوری روی پرده ظاهر می‌شود سفید رنگ است.

## تئوری رنگ‌ها
رنگ همانا نور است و نور همانا رنگ است.
همان‌طور که می‌دانید قطره‌های ریز باران وقتی نور خورشید را از خود عبور می‌دهند مثل میلیون‌ها منشور شیشه‌ای عمل می‌کنند و در مجموع، آن نور الوان-شش رنگ-را به وجود می‌آورد. حدود دویست سال پیش، نیوتن پدیده رنگین کمان را در اتاق خانه‌اش ایجاد کرد. برای این منظور، او خود را در اتاق کاملاً تاریکی قرار داده که تنها از یک روزن بسیار کوچک نور به داخل آن عبور می‌کرده‌است، آنگاه با قرار دادن یک منشور سه گوش در برابر این نور، موفق شده‌است نور سفید را به رنگ‌های طیف تجزیه کند.

## تأثیرات رنگ و ویژگی‌های روان‌شناسی
بسیاری از روانشناسان بر این باورند که تأثیرات شگرفی از رنگ‌ها برمی‌خیزد. رنگ‌ها بر میزان آگاهی ما از برخی رویدادها تأثیر دارد. برخی بر این باورند که مغز انسان به‌طور پیش فرض انواع رنگ را با احساسات افراد مرتبط می‌سازد، از سوی دیگر برخی از صاحبنظران نیز بر این باورند که احساساتی که مغز ما از رنگ‌ها دریافت می‌کند به سطح اطلاعات ما و رویدادهایی که برایمان رخ داده‌است مرتبط می‌باشد. این احساسات می‌تواند ناشی از تجربیات افراد نسبت به گونه‌های رنگ باشد. به عنوان مثال، روانشناسانی که رنگ قرمز را بررسی کرده‌اند بر این باورند که بیشتر مردم به دلیل تطبیق آن با پیامدهای طبیعی همچون خون، آتش یا فناوری‌هایی که به دست بشر ساخته شده‌اند همچون تابلوهای قرمز یا چراغ قرمز راهنمایی و رانندگی، این رنگ را با خطر مرتبط می‌دانند. این عامل در سایر رنگ‌ها نیز می‌تواند متأثر از تجارب شخصی یا سطح اطلاعات افراد باشد.
در مبحث روان‌شناسی رنگ، باید بر اثرات رنگ‌ها بر ذهن هم توجه داشت. هر رنگ می‌تواند احساسی را در افراد ایجاد کند یا تفکر آنان را به سمتی هدایت کند. برای مثال استفاده از رنگ زرد و قرمز، از جهت ایجاد شور و هیجانی که ایجاد می‌کنند و اثر مثبتش بر تحریک اشتها، در رستوران‌ها و اماکن تغذیه‌ای نیز بسیار پرکاربرد است. رنگ سبز و آبی سبب آرامش و رفتار آرامتری می‌گردد و به همین سبب است که در بیمارستان‌ها از این دو رنگ بهرهٔ بیشتری می‌برند.
در بین تمام سنین و ادوار عمر انسان، دوره کودکی از اهمیت بالایی برخوردار است و همین نکته سبب می‌شود تا در انتخاب رنگ اتاق خواب و لباس کودکان، توجه بیشتری داشته باشیم. برای مثال خرید کیف مدرسه قرمز رنگ برای یک کودک بیش فعال، ایده خوبی نیست زیرا سبب افزایش هیجانات در او می‌گردد. استفاده از رنگ‌های زرد، صورتی، آبی کمرنگ، طوسی و طیف‌های پاستیلی رنگ‌ها می‌تواند در چیدمان اتاق نوزاد، مناسب باشد.
رنگی مانند زرد، می‌تواند هیجانات مثبت را به کودک انتقال دهد و ترکیب آن، با هر یک از رنگ‌های یادشده در بالا، می‌تواند بسیار زیبا شود و تعادل را نیز در روحیه کودک ایجاد نماید.

## فیزیولوژی رنگ
سیستم عصبی خودکار که مسٸول تنظیم ضربان قلب، تنفس، هضم غذا و دیگر اعمال غیرارادی بدن انسان است، از دو بخش سمپاتیک و پاراسمپاتیک تشکیل می‌شود. در صورتی که در اثر تٲثیرات فیزیکی (کار و کوشش) یا تٲثیرات عاطفی (ترس، خشم، هیجان) سیستم سمپاتیک در کنترل سیستم پاراسمپاتیک قرار گیرد میزان ضربان قلب افزایش می‌یابد و با برطرف شدن فشار روحی پاراسمپاتیک شرایط جسمی را به حالت عادی برمی‌گرداند.
آزمایش‌هایی که روی افراد مختلف انجام شده نشان داده‌است که رنگها نٲثیر شگرفی بر بدن انسان و عملکرد آن دارد. به‌طور مثال رنگ قرمز تیره روی بخش سمپاتیک اثر گذاشته، فشار خون و ضربان قلب را بالا می‌برد و تنفس را تندتر می‌کند. در مقابل رنگ آبی تیره با تٲثیر روی بخش پاراسمپاتیک موجب کاهش فشار خون و ضربان قلب شده و تنفس را کند می‌کند. حتی رنگ روز و شب نیز روی فعالیت بشر تٲثیر می‌گذارد. رنگ آبی تیره شب، رنگ آرامش و سکون است و کاهش سوخت و ساز را به همراه دارد و انسان را مجبور می‌کند تا از فعالیت دست بکشد. رنگ زرد روشن روز نیز رنگ امید و فعالیت است و به انسان نیرو و تحرک می‌دهد.

## واقعیت رنگ و اثر رنگی
واقعیت رنگ‌ها از طیف رنگ مایه‌ها، به صورت فیزیکی و شیمیایی قابل تجزیه و تحلیل و تعریف هستند. تعاریف آن‌ها از طریق قیاس و مقایسه و توجه به تضادهای رنگی حاصل می‌گردد. ارزش یک رنگ کرماتیک (رنگین) در برابر رنگ آکروماتیک (بیرنگ) معلوم می‌شود. ادراک رنگ، واقعیتی است پسیکو فیزیک، از واقعیت پسیکوشیمیک آن متمایز است. همین مسئله پسیکو فیزیک آن است که آن را «اثر رنگ» می‌نامیم.
واقعیت رنگ و اثرات آن در صورت وجود ترکیبات موزون و هماهنگ، قابل روئیت است، در سایر موارد حالت‌های متفاوت و جدیدی به وجود می‌آورند که در اینجا کوشش می‌شود با مثال‌های گوناگون حالات مختلف آن را بشناسیم.
یک مربع سفید در زمینه سیاه بزرگتر از یک مربع سیاه به همان اندازه در زمینه سفید است. در نتیجه از مرزی که برای آن تعیین شده پا فراتر می‌نهد و بیرون می‌زند. درحالی که سیاه جمع می‌شود و در خود فرومی‌رود. یک مربع خاکستری روشن در زمینه‌ای سفید تیره به نظر می‌رسد و همان خاکستری روشن در زمینه سیاه روشن به نظر می‌آید.
مربع زرد رنگ در زمینه سفید، تیره‌تر از همان مربع زردی است که در زمینه سیاه قرارگرفته‌است. زرد در زمینه سفید دارای اثری ملایم و نمودی گرم است، در حالی که در زمینهٔ سیاه، مربع زرد درخشندگی فوق‌العاده پیدا می‌کند و نمودش سرد است و به طرف بیرون حرکت می‌کند.
مربع قرمز در زمینهٔ سفید به تیرگی می‌رود و درخشش آن کاهش می‌یابد، در حالی که قرمز در زمینهٔ سیاه رنگ به گرمی متمایل می ود و روشنی بیشتر به خود می‌گیرد.
مربع آبی در زمینه سفید دارای تیرگی و عمق است و زمینهٔ سفید نیز، از زمینه سفید مربع زرد، روشن‌تر است.

## هماهنگی رنگها
هنگامی که دربارهٔ هماهنگی رنگ‌ها صحبت می‌شود، معمولاً قضاوت روی اثر و عملکرد متقابل دو یا تعداد بیشتری رنگ به عمل می‌آید. تجربیات و آزمایش‌های متفاوت دربارۀ مطابقت ذهنی رنگ‌ها، دیدگاه‌های متفاوتی دارند. اغلب در نظر مردم، رنگهای هماهنگ آنهایی هستند که از یک خانواده باشند ویا در عین تنوع،
با جلوه یکسانی خودنمایی کنند، یا رنگ‌هایی که بدون کنتراست (تضاد) در مجاور هم قرار گیرند. به‌طور کلی عنوان هماهنگی (هارمونی) یا عدم هماهنگی فقط در رابطه بااحساس انسان است، که به صورت مطلوب بودن یا نبودن و جذاب بودن یا نبودن مطرح می‌گردد.
تمام اینها عبارت از یک ارزیابی شخصی و بدون تکیه به ارزش‌های عینی و دقیق علمی است.
هارمونی، یعنی تعادل و توازن بین قدرتهای رنگی. در این باره می‌توانیم یک آزمایش جالب در رابطه با عکس العمل فیزیولوژیکی دستگاه دیدمان انجام دهیم؛ مثلاً:اگر ما برای مدتی به یک مربع قرمز خیره شویم و سپس چشم را ببندیم، یک پس تصویر که به صورت مربع سبزرنگ است درنظرمان ظاهر می‌شود. (می توان یک صفحه کاغذ سفید را با سرعت روی مربع قرمز قرار داد تا مربع سبز در روی صفحهٔ سفید ظاهر شود). و برعکس اگر به مربع سبز رنگ نگاه کنیم بعد از مدتی که چشم بسته می‌شود، مربع قرمزرنگ در چشم ظاهر می‌گردد. این آزمایش را می‌توان با بسیاری از رنگها انجام داد و در چشم انسان همیشه رنگها مکمل رنگ نخستین، ظاهر می‌شوند. این عکس العمل فیزیکی بدن نسبت به رنگ‌های جستجویی برای ایجاد تعادل و توازن است و احساسی است که تضادهای پی در پی را به وجود می‌آورد.
اگر مدتی به یک مربع سفید در روی یک سطح سیاه نگاه کنیم، بعد از مدتی که چشم را برگردانیم، همان مربع سفید در نظر مجسم می‌شود. به همین ترتیب اگر به یک مربع سیاه در سطح سفید نگاه کنیم، و بعد چشم را برگردانیم،
مربع سیاه به همان وضع در نظر ظاهر می‌گردد. این وضعیت موازنهٔ رنگ‌ها، به خودی خود در چشم به‌وجود می‌آید. اما در صورتی که به یک مربع خاکستری متوسط که در روی زمینهٔ خاکستری متوسط نگاه کنیم، دیگر آن حالت قبلی که در چشم باقی‌ماند به‌وجود نمی‌آید. این آزمایش نشان می‌دهد که دستگاه بینایی به خاکستری معتدلی تمایل و نیاز دارد.
تغییراتی که در ساختمان بینایی به ترتیب فوق به وجود می‌آید، مربوط به حالات مختلف ذهنی و دستگاه عصب بینایی است. هارمونی رنگها، اعصاب مارا آرامش می‌دهد، و این حالت پسیکو فیزیکی است که در مقابل رنگهای متضاد مکمل قرار دارد و معمولاً رنگ خاکستری نیز چنین آرامشی را در ذهن به وجود می‌آورد، که هم از ترکیب سیاه و سفید به وجود می‌آید وهم از رنگ‌های مکمل؛ یعنی رنگ‌های اصلی (زرد، قرمز، آبی).

## مطابقت ذهنی رنگ‌ها
در سال ۱۹۲۸میلادی، به تدریس هارمونی رنگ مشغول بودم. گفته شد که در سطحی مدور، رنگ‌ها را به دلخواه با اندازه‌های متفاوت ترکیب کنند. هنوز تعاریف هماهنگی رنگها را تمام نکرده بودم که مشاهده شد بعد از حدود بیست دقیقه، دانشجویان اظهار ناراحتی و بیقراری می‌کنند، و ابراز می‌داشتند که فرمولهای هارمونی شما، ناخوشایند و نامتعادلند. در جواب به آنان گفتم: بسیار خوب، حال هرچه را خود حس می‌کنید انجام دهید. دانشجویان فوراً با آرامش و اشتیاق مشغول به کار شدند. بعد از یک ساعت به آنان گفتم که کارهایتان را روی میز در کنار هم قرار دهید.
هر دانشجویی مطابق با ذوق و ابتکارش، رنگ هارا در کنار هم قرار داده بود، و کارهایش باهم شباهت‌هایی داشت، اما با کار دیگران متفاوت بود. با تعجب دیدم که دریافت هر یک از دانشجویان با دیگری فرق داردو مفهومی خاص از هارمونی را نشان می‌دهد.
با متابعت از الهام سریعی که گرفته بودم، یکی از کارها را انتخاب نموده و از دانشجویی سؤال کردم: شما این ترکیب رنگ را به وجود آورده‌اید؟، در جواب گفت: بلی. دومی را همین ترتیب انتخاب نمودم و سومی و چهارمی را نیز از بین کارها برگزیدم و به صاحبش نشان دادم. البته باید یه این نکته اشاره کنم، در تمامی مدتی که دانشجویان مشغول کار بودند، من درآتلیه حضور نداشتم و در نتیجه نمی‌دانستم که هر یک از کارها را کدام یک انجام داده‌اند. سپس صفحهٔ کار هر یک را که با قیافه اش مقایسه نمودم به رابطهٔ بسیار حساس تمایلات ذهنی افراد به رنگ‌ها خاص، و تأثیرات ذهنی انسان و مطابقت آن با رنگ‌ها پی بردم. در پایان کار این جلسه چنین نتیجه‌گیری نمودم که، «رنگ‌هایی را که هر کسی دسته‌بندی می‌کند و به نظرش هماهنگ می‌آید، برداشتی انفرادی و تأثر ذهنی شخصی است و عبارت از رنگ‌های ذهنی او است».
همین تجربه را سال‌های بعد به معرض آزمایش قرار دادم. برای آنکه این آزمایش بتواند موفق باشد باید قبلاً هنرجویان نسبت به رنگ‌ها حساسیت کافی پیدا کرده باشد. در صورتی که آن‌ها نتواند خود را با رنگ‌ها الفت داده و امکانات مختلف را دریابند و نحوهٔ رنگ آمیزی را درک کنند نخواهند توانست به نتیجهٔ چشم گیر و رضایت بخشی نائل گردد.

## نتایج
بین ترکیب رنگی که افراد به اراده و سلیقه خود ایجاد می‌کنند و ویژگی‌های شخصیتی و رنگ‌های ذهنی فرد ارتباط مستقیمی وجود دارد. انسان‌ها علاقه بسیاری به ترکیب رنگی چهره و ظاهر خود می‌باشند و که می‌توان آن را خود دوستی نامید. از سویی دیگر، رنگ‌هایی وجود دارد که نشان دهنده رنگ‌های ذهنی و شخصیتی فرد است و روحیه وی را نشان می‌دهد.

## نتیجه‌گیری و جمع‌بندی
در پایان به این نتیجه می‌رسیم که رنگ تأثیر بسیار زیادی در زندگی، شخصیت و روحیه افراد دارد و توجه به رنگ‌هایی که افراد ایجاد می‌کنند ما را به روحیه آن‌ها راهنمایی می‌کند. در این زمینه تست‌های رنگ بسیاری است که از نظر روان‌شناسی صورت می‌گیرد که به نظر تست ترکیب رنگی نتیجهٔ دقیق‌تری را ایجاد می‌کند. در کل آدمی به رنگ‌ها علاقه نشان می‌دهد و در محیط بی‌رنگ عکس العمل جالبی را نشان نمی‌دهد و به‌طور کلی رنگ‌ها در تمام احوال و زمان‌ها توجه انسان را جلب نموده و می‌نماید. انسان می‌کوشد تا اسرار و رموز آن را بشناسد و در زندگی خود بکار ببرد و منبع الهامات آن طبیعت است.